# 영월 징효국사 부도
영월 징효국사 부도(寧越 澄曉國師 浮屠)는 대한민국 강원특별자치도 영월군 무릉도원면 법흥리에 있는 부도이다. 1982년 11월 3일 강원특별자치도의 유형문화재 제72호로 지정되었다.

## 개요
통일신라의 승려인 징효국사의 사리를 모신 탑이다. 징효국사는 19세에 탁월한 총명으로 수행을 시작하여 효공왕 4년(901)에 75세로 입적하였다. 철감선사 도윤의 제자였으며 경문왕의 총애를 받기도 하였다.
부도는 기단부(基壇部) 위에 탑신(塔身)을 올린 후 머리장식을 얹었으며, 각 부분이 8각을 기본으로 하고 있다. 기단은 아래·가운데·윗받침돌의 세부분으로 나뉜다. 아래받침돌에는 각 면에 안상(眼象)을 1구씩 얕게 새겼다. 가운데받침돌은 각 면마다 모서리에 기둥 모양의 조각을 두었다. 둥근 윗받침돌은 연꽃무늬를 둘러놓았다. 탑신의 몸돌은 아래윗변의 모서리를 약간 죽인 듯 처리하였는데, 앞 뒷면에는 문짝 모양의 조각안에 자물통 모양을 표현해 놓았다. 지붕돌에는 급한 경사가 흐르고, 여덟 귀퉁이마다 꽃장식이 높게 달려 있다. 꼭대기에는 지붕을 축소한 듯한 장식 위로, 공모양의 장식이 놓여 머리장식을 하고 있다.
각 부분이 8각을 이루고 있으나, 두꺼운 지붕돌표현, 지붕돌의 높은 꽃장식 등으로 보아 고려시대의 작품으로 보인다.

## 현지 안내문
부도란 스님의 유골이나 사리를 모신 일종의 묘탑이다. 이 부도는 두 개의 네모난 돌을 바닥에 깔고 팔각의 아래 받침돌을 놓았는데, 각 면에는 안상이 새겨져 있다. 그 위에 연꽃무늬가 새겨진 받침돌이 놓여 있다.
가운데 받침돌은 하나의 돌로 이루어져 있으며 팔각으로 된 각 면에는 모서리기둥이 새겨져 있다. 위 받침돌의 윗면은 둥근모양으로 되어 있으며, 아래쪽애는 팔각의 괴임이 있고 그 위로 옆면에는 위로 향한 연꽃무늬를 두 겹으로 돋을 새김하였다.
몸돌은 팔각형의 북 모양인데, 앞 뒤 양면에는 자물쇠가 달린 문틀이 새겨져 있다. 지붕돌은 팔각으로 지붕 끝 내림마루에 귀꽃이 장식되어 있고, 물매는 완만한 편이다. 지붕돌의 정상 부분은 팔각의 받침돌을 놓고 보개(寶蓋)를 받게 하였으며, 보개는 거의 같은 모습이다. 보개의 정상은 하나의 돌로 된 연꽃 봉우리의 보주(寶珠)을 얹어 놓았다. 부도의 위치로 보아 탑비(塔碑)와 같은 시기의 것으로 볼 수 있다.

## 같이 보기
- 징효대사
- 영월 흥녕사지 징효대사탑비 - 보물 제612호

## 참고 문헌
- 영월징효국사부도 - 국가유산청 국가유산포털